# Левенштерн, Иван Иванович
Барон Иван Иванович (Иван-Эдуард Германович) фон Левенштерн (1790—1837) — генерал-майор, наказной атаман Астраханского казачьего войска.

## Биография
Происходил из дворян Эстляндской губернии, родился 28 марта 1790 года, сын помещика Германа Людвига фон Левенштерна от брака с Гедвигой Маргаритой урождённой Сталь-фон-Гольштейн.
В военную службу вступил в 1806 году юнкером в Сумской гусарский полк, в 1808 году произведён в корнеты.
Вскоре был назначен адъютантом шефа полка графа П. П. Палена, с которым совершил все походы Отечественной войны 1812 года и Заграничные кампании 1813—1814 годов. Был ранен при Пултуске и Ножане. 16 ноября 1812 года награждён золотым оружием с надписью «За храбрость».  
В 1816 году Левенштерн был произведён в подполковники и переведён в Белорусский гусарский полк, где командовал эскадроном.
Во время следствия по делу декабристов был привлечён к следствию в связи с показаниями о принадлежности его к Южному тайному обществу, но по итогам следствия признан непричастным к делу.
В 1826 году Левенштерн получил чин полковника с назначением командиром Митавского гусарского полка, с 1832 года командовал 1-й бригадой 1-й гусарской дивизии.
7 ноября 1836 года произведён в генерал-майоры и назначен наказным атаманом Астраханского казачьего войска. Скончался 5 ноября 1837 года в Астрахани. Похоронен на станичном Казачебугровском кладбище.
Левенштерн оставил после себя воспоминания, опубликованные в 1910 году в Германии на немецком языке. В 2010 году эти воспоминания были переведены на английский язык и опубликованы издательством Trotman.

## Награды
Российской империи:
- Орден Святой Анны 4-й степени (?)
- Золотое оружие «За храбрость» (16 ноября 1812)
- Орден Святой Анны 2-й степени (17 января 1814)[3]; алмазные украшения к ордену (?)
- Орден Святого Георгия 4-й степени за выслугу 25 лет в офицерских чинах (18 декабря 1830, № 4433 по кавалерскому списку Григоровича — Степанова)
- Орден Святого Владимира 3-й степени (?)
- Медаль «В память Отечественной войны 1812 года» (1812)

Иностранных государств:
- Орден «Pour le Mérite» (5 апреля 1815)[4]
- Орден Меча кавалерский крест (RSO1kl) (?, королевство Швеция)

## Семья
Лёвенштерн женился в 1826 году на Катерине Гаврииловне Гамалея (24.03.1807—1887), дочери подполковника Гавриила Михайловича Гамалея и Ульяны Александровны фон Эссен. Умерла от рака груди. После Лёвенштерна не осталось сыновей, а только три дочери::
- Юлия Ивановна (1827—1907) — жена генерала А. А. Серебрякова
- Елизавета Ивановна (1828—?) — жена Михаила Федоровича Покорского-Жоравко
- Александр Иванович (1831—?) — умер в детстве
- Екатерина Ивановна (1833—5.07.1874) — жена Александра Павловича Васильева (1825—1867)
- София Ивановна (1837—?)